# Saison 8 de South Park
Chronologie
Saison 7 Saison 9
Cet article présente le guide des épisodes de la huitième saison de la série télévisée South Park. 

## Épisodes
| № | #  | Titre                                                                     | Réalisation | Scénario    | Première diffusion |
| --- | -- | ------------------------------------------------------------------------- | ----------- | ----------- | ------------------ |
| 112 | 1  | Les Armes, c'est rigolo Good Times With Weapons                           | Trey Parker | Trey Parker | 17 mars 2004       |
| Grâce à un stratagème surfait, les garçons obtiennent des armes ninja. Alors qu'ils jouent, ils blessent leur camarade Butters à l'œil. Pris dans un dilemme draconien, les garçons décident de le déguiser en chien pour l'emmener chez le vétérinaire.            |    |                                                                           |             |             |                    |
| 113 | 2  | Les Stéroïdes, ça déchire Up the Down Steroid                             | Trey Parker | Trey Parker | 24 mars 2004       |
| Les jeux olympiques spéciaux ont lieu à South Park. Jimmy et Timmy, les handicapés de South Park comptent bien y participer. Mais Eric Cartman, voyant qu'il y a de l'argent en jeu, décide d'y participer aussi par tous les moyens.                               |    |                                                                           |             |             |                    |
| 114 | 3  | La Passion du Juif The Passion of the Jew                                 | Trey Parker | Trey Parker | 31 mars 2004       |
| Le film "La passion du Christ" provoque un nouvel essor de la foi à South Park. Kyle décide d'aller le voir. Choqué, il remet sa foi en question. Stan et Kenny, trouvant le film nulissime, décident de se faire rembourser coûte que coûte.                       |    |                                                                           |             |             |                    |
| 115 | 4  | On t'a niqué ta race You Got F'd in the A                                 | Trey Parker | Trey Parker | 7 avril 2004       |
| Les gamins se font "Doucher" par des gosses d'Orange County. Stan est défié par l'un d'eux, et il doit réunir une équipe de danseurs. Butters est paraît-il très bon, alors Stan va lui demander conseil mais ce dernier est traumatisé par un incident terrible... |    |                                                                           |             |             |                    |
| 116 | 5  | Génial-O Awesom-O                                                         | Trey Parker | Trey Parker | 14 avril 2004      |
| Butters reçoit un robot du Japon qui s'avère en fait être Eric Cartman prêt à tout pour récupérer une cassette plus que compromettante... |    |                                                                           |             |             |                    |
| 117 | 6  | Les Jefferson The Jeffersons                                              | Trey Parker | Trey Parker | 21 avril 2004      |
| Une nouvelle famille s'installe à South Park : Les Jefferson. Le père est des plus étranges et n'inspire pas confiance à Stan et Kyle... (guests en VF: Max Renaudin ou Simon Koukissa - Blanket, et Alexis Tomassian - Michael Jackson)                            |    |                                                                           |             |             |                    |
| 118 | 7  | Les Gluants Goobacks                                                      | Trey Parker | Trey Parker | 28 avril 2004      |
| Des personnes venues du futur cherchent du travail au détriment des habitants du présent. La masse ouvrière de South Park se révolte. |    |                                                                           |             |             |                    |
| 119 | 8  | Poire à lavement et sandwich au caca Douche and Turd                      | Trey Parker | Trey Parker | 27 octobre 2004    |
| L'école est attaquée par la PETA qui refuse que la mascotte de l'école soit Moohy la vache. Un vote s'engage pour savoir quelle mascotte est la bonne. Les mascottes choisies en surprendront plus d'un, et Stan se refusera à voter pour son plus grand malheur.   |    |                                                                           |             |             |                    |
| 120 | 9  | Le Supermarché des ténèbres Something Wall-Mart This Way Comes            | Trey Parker | Trey Parker | 3 novembre 2004    |
| La ville de South Park accueille un Wall-Mart. Les habitants n'arrêtent pas d'y aller ce qui tue les petits commerces. |    |                                                                           |             |             |                    |
| 121 | 10 | Maternelle Pre-School                                                     | Trey Parker | Trey Parker | 10 novembre 2004   |
| Le passé des jeunes revient les hanter en la personne de Trent Boyett. |    |                                                                           |             |             |                    |
| 122 | 11 | Course à l'audience Quest for Ratings                                     | Trey Parker | Trey Parker | 17 novembre 2004   |
| Pour l'école les gamins doivent créer une émission, mais la contrainte principale est l'audimat. Stan, Kyle, Cartman, Butters, Token et Jimmy font équipe face à Craig et Kenny.                                                                                    |    |                                                                           |             |             |                    |
| 123 | 12 | Kit vidéo pour stupide pute trop gâtée Stupid Spoiled Whore Video Playset | Trey Parker | Trey Parker | 1 décembre 2004    |
| Paris Hilton arrive à South Park pour ouvrir un magasin pour devenir une fille facile. Wendy s'y refuse et fera tout pour arrêter ça y compris en appeler à Mr Esclave...                                                                                           |    |                                                                           |             |             |                    |
| 124 | 13 | Le Don incroyable de Cartman Cartman's Incredible Gift                    | Trey Parker | Trey Parker | 8 décembre 2004    |
| À la suite d'une chute, la police est persuadée que Cartman est devenu médium. Une enquête pour retrouver un psychopathe s'annonce donc laborieuse... |    |                                                                           |             |             |                    |
| 125 | 14 | Le Noël des petits animaux de la forêt Woodland Critter Christmas         | Trey Parker | Trey Parker | 15 décembre 2004   |
| Un conte de Noël bucolique raconté par Eric Cartman avec pour héros Stan Marsh. Les animaux de la forêt réquisitionnent l'aide de Stanley pour un Noël des plus sataniques.                                                                                         |    |                                                                           |             |             |                    |